# Sciatta remota
Sciatta remota är en fjärilsart som beskrevs av Druce 1887. Sciatta remota ingår i släktet Sciatta och familjen nattflyn. Inga underarter finns listade.